# Saint-Aubin (Belgique)
Pour les articles homonymes, voir Saint-Aubin.
Saint-Aubin (en wallon Sint-Åbin) est une section de la commune belge de Florennes située en Région wallonne dans la province de Namur.
Le village se trouve sur l'Yves, à quelques kilomètres à l'ouest de Florennes. C'était une commune à part entière avant la fusion des communes de 1977. Elle était bornée au nord par Morialmé, à l’est par Florennes, au sud par Hemptinne et à l’ouest par Fraire.

## Évolution démographique
- Source: DGS, 1831 à 1970=recensements population, 1976= habitants au 31 décembre

## Histoire
En 1018, l’empereur Henri II mentionne le village dans l’acte d’approbation de l’abbaye de Florennes. Jusqu’à la fin de l’Ancien Régime, l’abbaye Saint-Jean en sera le seigneur foncier et les barons de Florennes les avoués (ou protecteurs).
On y a extrait du minerai de fer longtemps. Au XVIIe siècle, il existe plusieurs fourneaux. Au XVIIIe siècle, une société de type capitaliste y fabrique des canons.
Le village a souffert des guerres qui ont ravagé l’Entre-Sambre-et-Meuse aux XVIe  et XVIIe siècles.
En 1780, un incendie accidentel ravage 100 maisons.
Vers 1800, le haut fourneau du baron de Rosée est en activité. En 1830, on compte 81 maisons et 4 fermes. La population s’élève à 398 habitants.
L’église actuelle, due à l'architecte Leborgne, date de 1900. Elle fut endommagée en 1940.

### Seconde guerre mondiale
Le lundi 13 mai 1940, l’aviation allemande attaque à partir de 11 h des colonnes de civils en exode sur la route de Saint-Aubin vers Hemptinne et Jamagne, alors qu’il n’y avait pas de troupes françaises en vue. Dix bombardements en piqué ont lieu successivement, 35 personnes, provenant notamment des environs de Namur, périssent au milieu des débris de chariots, et de chevaux également atteints, tandis qu’une soixantaine de blessés très graves sont emmenés à l’hôpital militaire français installé au château de Soumoy (Cerfontaine), puis évacués sur l’hôpital de Fourmies.
Le 13 mai 1990, M. Émile Wauthy, gouverneur de la province de Namur, inaugure un monument commémoratif sur les lieux du drame.

## Patrimoine et folklore

### Patrimoine architectural
- Église Saint-Aubin. Construite en 1900 en style néo-gothique par l'architecte Leborgne restaurée après 1940 et en 1950, le clocher fut abaissé[3].
- Ferme de l'Abbaye, rue de l'Abbaye. Ensemble de trois ailes en U qui enserre une cour carrée constituait le passage obligé pour l'accès à l'abbaye contiguë[4].
- Chapelle Saint-Hubert, rue des Battis. (XIXe siècle)[5].
- Ancien presbytère, rue de la Brasserie. Daté de 1838 en style néo-classique et désinfecté en 1968[5].
- Chapelle Saint-Roch, rue de la Bruyère. Date de la 2e moitié du XIXe siècle[6].
- Le Petit Moulin, rue Fagneton. C'est l'ancienne dépendance de l'abbaye Saint-Jean de Florennes, qui est alimenté par le ruisseau des Forges, ancien moulin du XVIIe siècle voir de la fin du XVIIe siècle[6].
- Grand Moulin, rue des Fermes. Depuis 1147 et 1150 jusqu'à la fin de l'Ancien Régime possession de l'abbaye Saint-Jean de Florennes et transformé en tannerie de 1905 à 1938[7].
- La Grande Cense ou Cense de l'Abbaye, rue des Fermes. Ancienne dépendance de l'abbaye reconstruite par Maur Bertrand, abbé de 1743 à 1767. Elle domine le confluent du ruisseau des Forges et de la Valette. Elle jouxtait l'ancienne église construite à la même époque qui se situait au cœur du vieux village et démolie en 1900[8].
- Chapelle Sainte-Brigitte, rue d'Hemptinne. Edicule qui date de la 2e moitié du XIXe siècle[9].
- Ferme de la Maladerie, rue de la Maladerie. Située à l'ouest de la ferme de l'abbaye Saint-Jean datant des XVIIIe et XIXe siècles, qui occupe le site de l'hôpital dépendante de cette abbaye, cité dès le XVe siècle et qui au XVIIIe siècle a déjà perdu sa première destination[10].
- Chapelle du Saint-Sang, rue Saint-Sang. Edifice de style néo-classique, daté de 1863[11].

### Folklore
Il existe une marche militaire sous l’appellation de Marche Notre-Dame du Mont-Carmel.

## Personnalités
- Paul-Joseph de Wauthier des Gates, député, né à Saint-Aubin.